# Cap d'Amenemhet III amb la Corona blanca
El Cap del rei Amenemhet III amb la Corona Blanca (AEIN 924) és a la Gliptoteca Ny Carlsberg de Copenhaguen, i es considera una de les obres mestres de l'escultura de l'Imperi Mitjà de l'Antic Egipte.
Amenemhet III (segle xix abans de la nostra era) fou el darrer faraó important de la Dinastia XII i va regnar durant uns quaranta-cinc anys. Ja sota el seu predecessor, el gloriós Senusret III, l'estatuària reial havia sofert un canvi significatiu: el sobirà era retratat ancià, la qual cosa el diferenciava de les efígies idealitzades dels reis anteriors, i en les figures amb rostre envellit tenia una expressió trista o amargada: els ulls li sobreeixien de les òrbites envoltats d'arrugues i ulleres, la boca i els llavis havien adquirit un rictus malencònic, les orelles n'eren prominents; en marcat contrast amb el realisme quasi exagerat i els signes de l'edat del rostre, la resta del cos fou esculpit jove, musculós i idealitzat, seguint els cànons tradicionals de l'estatuària faraònica. Aquest és el model heretat pel seu fill Amenemhet III, del qual també hi ha figures de tots dos tipus.
Aquest cap d'Amenemhet III, tallat en grauvaca, es troba a la Gliptoteca Ny Carlsberg de Copenhaguen (ÆIN 924). La troballa, de 46 centímetres d'alçada, la va adquirir al 1894 al Caire Valdemar Schmidt (1836-1925), conservador de la col·lecció egípcia del museu, per 2.000 francs. No se sap pas on es va descobrir el cap, però és clar que formaria part d'una estàtua de cos sencer. En manca part de la corona, nas i part de les orelles. El faraó duu la corona blanca (hedjet) de l'Alt Egipte i inusualment manca de l'ureu sobre el front, i de la típica barba postissa. La pedra és polida i llisa. Les celles mai s'hi traçaren; la boca n'és ampla, el nas, els llavis i els plecs de les parpelles estan treballats amb summa cura.
La peça podria procedir del temple del governant a Hawara. Es coneixen inscripcions del Wadi Hammamat documentant sobre expedicions del sobirà per a dur pedra per al seu temple.